# Allogymnopleurus alluaudi
Allogymnopleurus alluaudi là một loài bọ cánh cứng trong họ Bọ hung (Scarabaeidae).